# Kalantar
Kalantar (persa kalan= gran) fou un títol utilitzat principalment a Pèrsia als segles XIV i XV per designar als caps per les classes tribals i militars. Després del segle xv, sota els safàvides, fou un funcionari de la jerarquia civil que dirigia una vila o un barri, una corporació o una tribu o subtribu (equivalent a rais). Sota els safàvides els kalantars d'Esfahan foren especialment importants; els armenis tenien el seu kalantar al barri armeni de la ciutat. Altres ciutats tenien kalantars que eren representants del poble enfront l'administració; la figura existia també a Geòrgia. Els kalantars van perdre les facultats financeres al segle xix quan l'administració central va estendre el seu poder directe a les ciutats, però van conservar el seu caràcter de defensors dels interessos locals i caps de corporacions; les seves facultats van desaparèixer amb la constitució de 1906.